# Douglas Allen Booth

Escudo de armas Booth

Sir Douglas Allen Booth, III baronet (nacido el 2 de diciembre de 1949) es productor de televisión, escritor y dibujante.
Se casó en 1991  con Yolanda Scantlebury (también conocida como Lady Booth), tienen dos hijas: Zahra y Azura.

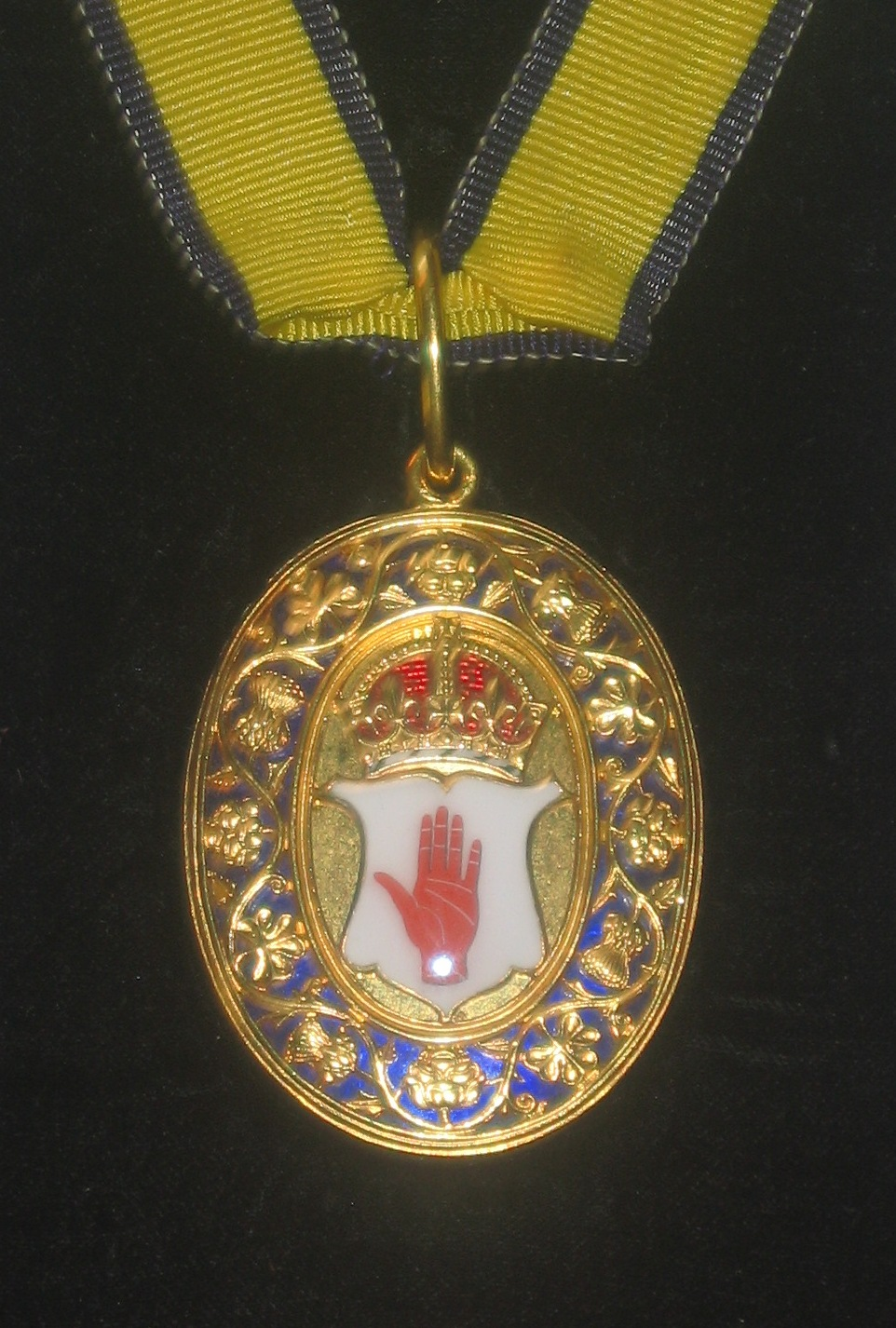
Insignia de baroneto

Dr. Derek Booth, su hermano menor, es heredero al título de baronet.

## Armas de la familia Booth
Blasón del escudo: « De plata tres cabezas de jabalí erguidas de sable ».
Lema: « Quod ero spero » (en latín).

## Artículo conexo
- Scooby-Doo (coautor)